# Symplectoscyphus subdichotomus
Symplectoscyphus subdichotomus är en nässeldjursart som först beskrevs av Gustav Heinrich Kirchenpauer 1884.  Symplectoscyphus subdichotomus ingår i släktet Symplectoscyphus och familjen Sertulariidae. Inga underarter finns listade i Catalogue of Life.